# Hoplitodromos

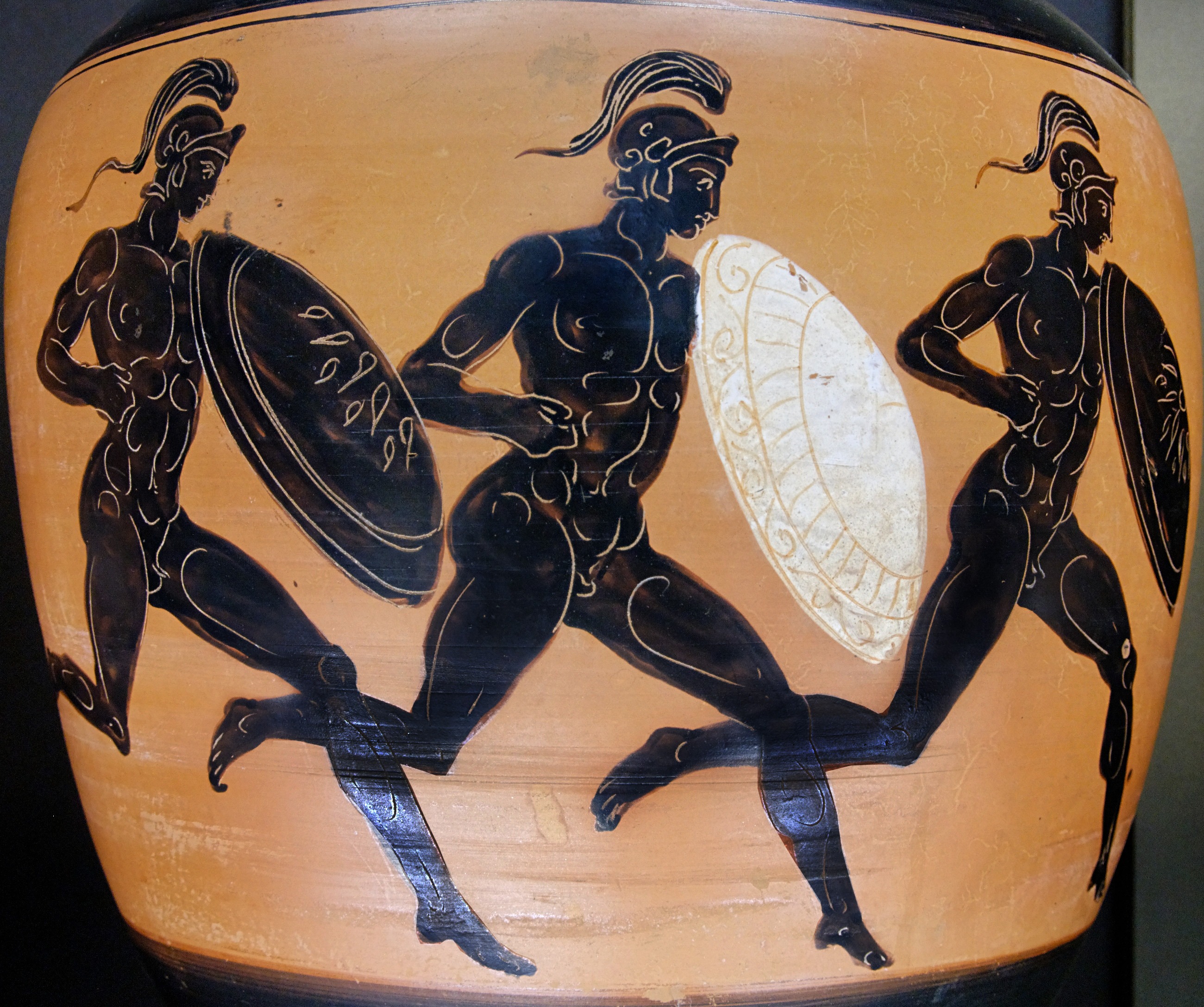
Hoplitodromos auf einer Panathenäischen Preisamphora aus Athen, 323–322 v. Chr.

Der Hoplitodromos (auch Hoplitodromia oder Hoplitenlauf) (griechisch: Ὁπλιτόδρομος, Ὁπλιτοδρομία, deutsch: „Wettlauf der schwerbewaffneten Fußsoldaten (Hopliten)“) war ein Sportwettbewerb in der Antike.
Er wurde sowohl bei den Olympischen Spielen der Antike als auch den anderen Panhellenischen Spielen ausgetragen. Bei diesem Lauf mussten Helm, Hoplon (ein Holzschild), Beinschienen und Speer getragen werden. Gelaufen wurde barfuß. 
Bei den 65. Olympischen Spielen der Antike 520 v. Chr. wurde der Hoplitodromos das erste Mal als olympische Disziplin ausgetragen, der erste Sieger hierbei hieß Damaretos von Heraia. Der Hoplitenlauf war der letzte Laufwettkampf der Olympischen Spiele.